# Fábricas (serie de televisión)
Fábricas fue una miniserie argentina. Se transmitió por TV Pública desde el día miércoles 15 de julio de 2015.

## Sinopsis
La historia se centrará entre Nina y Damián, donde son dos obreros de 2 fábricas recuperadas de Tandil: la fábrica de calefactores Inpopar, recuperada por sus obreros como Cooperativa Impopar en 2004 y la Cooperativa Cerámica Blanca. Además, contar sus historias y la de sus compañeros y familias, es contar también el proceso de toma y recuperación de las fábricas y el cambio de conciencia que requirió pasar de empleados a socios de una cooperativa. Asimismo, es la historia de personas que buscan sostener la dignidad del trabajo.

## Reparto

### Actores principales
- Belén Blanco, como Nina.
- Marcelo Savignone, como Damián.
- Susú Pecoraro, como Elsa.
- Víctor Laplace, como Sergio.
- Carlos Portaluppi, como Tato.

### Actores secundarios
- Cristina Murta
- Lucas Máximo

## Audiencia
| #1 | Miércoles | 15 de julio de 2015     |  |  |  |  |
| #2 | Miércoles | 22 de julio de 2015     |  |  |  |  |
| #3 | Miércoles | 29 de julio de 2015     |  |  |  |  |
| #4 | Miércoles | 5 de agosto de 2015     |  |  |  |  |
| #5 | Miércoles | 12 de agosto de 2015    |  |  |  |  |
| #6 | Miércoles | 19 de agosto de 2015    |  |  |  |  |
| #7 | Miércoles | 26 de agosto de 2015    |  |  |  |  |
| #8 | Miércoles | 2 de septiembre de 2015 |  |  |  |  |

## Premios y nominaciones
| Premio | Ceremonia | Categoría | Nominados | Resultado |
| ------ | --------- | --------- | --------- | --------- |

- Datos: Q25413943